# Володимир Герца
Володимир Герца (14 травня 1868, Кишинів — 3 серпня 1924, Кишинів) — молдовський політик, мер Кишинева в 1918—1919 роках. Він відіграв важливу роль в акті унії з Румунією.

## Життєпис
Володимир Герца народився 14 травня 1868 року в Кишиневі. Він навчався в гімназії № 1, найпрестижнішому навчальному закладі Бессарабії, яку закінчив у 1866 році. За деякими даними, закінчив юридичний ліцей у Ярославлі. Після цього він одружився без благословення батька. Потім юнак переїхав до Італії і став мандрівним співаком. Далі він розтратив усі свої батьківські статки в Румунії. У 1917 році став віце-президентом Національної молдовської партії та Молдавського культурного товариства. Він відіграв значну роль в об'єднанні.
Був головою земства Оргеївського повіту, першим президентом молдовського шкільного комітету. У 1918—1919 роках був мером Кишинева. Він також був делегатом мирних конференцій з бессарабського питання.